# Ezatollah Sahabi

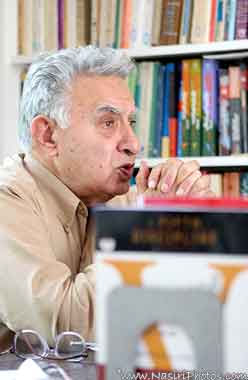
Ezatollah Sahabi (2006)

Ezatollah Sahabi (persisch عزت‌الله سحابی, DMG ʿIzzatu-llāh Saḥābī; * 5. Mai 1930 in Teheran; † 31. Mai 2011 ebenda) war ein iranischer Parlamentsabgeordneter, Verleger und Regimekritiker.

## Leben
Sahabi studierte Elektrotechnik an der Universität Teheran, schloss sich nach dem Sturz Mohammad Mossadeghs der nationalen Widerstandsbewegung (Nationale Front) an, später der Freiheitsbewegung Mehdi Bāzargāns. Der Schah-Kritiker war von 1972 bis 1979 in Haft.
Von Ruhollah Chomeini wurde Sahabi als einer der wenigen Nichtkleriker in den Revolutionsrat berufen, später wurde er in die Expertenversammlung und in das iranische Parlament gewählt. Ende 1979 wurde Sahabi zum Leiter des Amtes für Planwirtschaft ernannt, nach einer regimekritischen Äußerung 1981 aber wieder von diesem Amt entbunden.
Als Herausgeber der Zeitschrift Iran-e Farda, insbesondere nach dem iranischen Frühling 1997 durch die Wahl Mohammed Chatamis, trat er mit regimekritischen Artikeln hervor. Als Teilnehmer der Berliner Iran-Konferenz im März 2000 wurde er nach seiner Rückkehr zu viereinhalb Jahren Haft wegen Gefährdung der nationalen Sicherheit und Propaganda gegen das islamische System verurteilt.
Bei der Beerdigung Sahabis am 1. Juni 2011 kam es zu einem Handgemenge zwischen Polizisten und Oppositionellen, in dessen Verlauf Haleh Sahabi, die Tochter des Verstorbenen, ums Leben kam. Nach Angaben des Flüchtlingshilfevereins Iran versuchten Sicherheitskräfte, der Regimekritikerin und Religionswissenschaftlerin ein Foto ihres Vaters zu entreißen. Dabei erlitt Haleh Sahabi einen Herzinfarkt und verstarb später im Lavasan-Krankenhaus in Teheran.